# Little Barasway (plaats)
Little Barasway is een plaats (settlement) in de Canadese provincie Newfoundland en Labrador. Het gehucht bevindt zich in het zuidoosten van het eiland Newfoundland.

## Toponymie
Barasway is een Newfoundlands-Engelse variant op barachois, een soort van lagune. Het naamdeel Little verwijst naar het feit dat de plaats gelegen is nabij een barachois die vele malen kleiner is dan die van het zuidelijker gelegen plaatsje Great Barasway. De plaats werd historisch ook wel Little Barachois genoemd.

## Geografie
Little Barasway bevindt zich aan de westkust van Avalon, het zuidoostelijke schiereiland van Newfoundland. De plaats is gelegen in een kleine vlakte aan de oevers van de Placentia Bay. Zo'n halve kilometer verder noordwaarts mondt de Little Barasway River in zee uit via een kleine barachoislagune.
De gemeentevrije plaats bevindt zich in de dunbevolkte kustregio Cape Shore en is bereikbaar via provinciale route 100. Ze ligt 6 km ten noorden van Great Barasway en 6 km ten zuiden van Point Verde.

## Geschiedenis en demografie
De plaats werd, net zoals de andere nederzettingen aan de Cape Shore, in de eerste helft van de 19e eeuw gesticht door Ierse immigranten. In 1857 stond er te Little Barasway slechts één huis. In 1945 woonden er reeds zeven huishoudens die tezamen 44 inwoners telden. Alle gezinshoofden hadden toen de familienaam Foley.
Zowel in 2016 als in 2021 stelde Statistics Canada een bevolkingsomvang van vijf personen vast.